# Negreni (okręg Kluż)
Negreni (wymowaⓘ) – wieś w Rumunii, w okręgu Kluż, w gminie Negreni. W 2011 roku liczyła 1495 mieszkańców.